# Астаховский мост

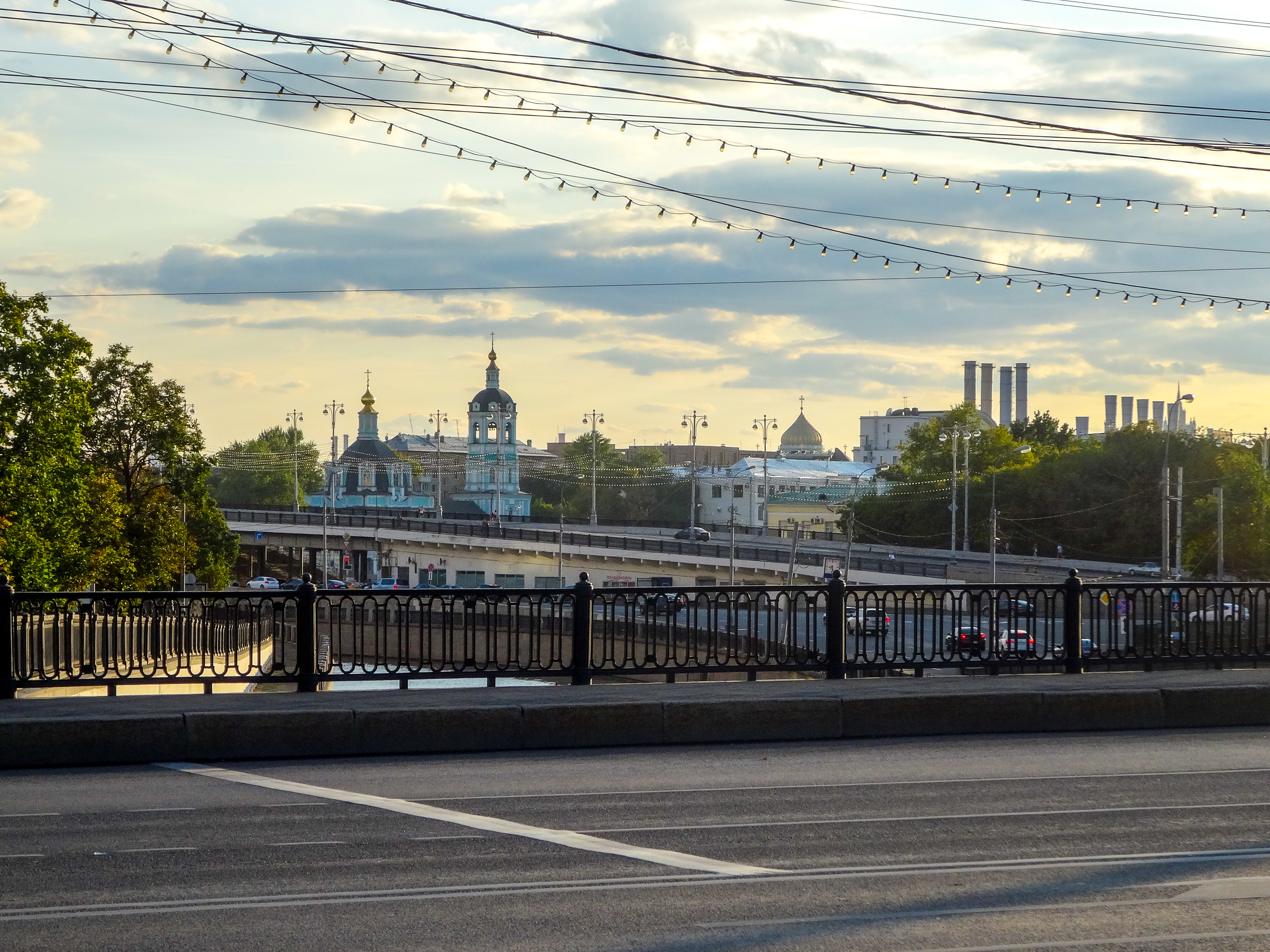
Вид с Астаховского моста на Большой Устьинский мост. Июль 2014

Аста́ховский (бывший Яузский) мост — мост в Москве через реку Яузу. Построен в 1940 году по проекту инженера И. Н. Гольбродского и архитектора И. В. Ткаченко на месте бывшего Яузского моста. По мосту проходит Яузская улица.

## История снесённого Яузского моста
Мост был построен подрядчиком Андреяновым в 1805 году. Работы по возведению моста велись без технического надзора. Мост оказался на аршин длиннее и на сажень ниже, чем полагалось по проекту. Впоследствии несколько раз перестраивался.

## Происхождение названия
Своё название мост получил в честь 19-летнего большевика Иллариона Астахова, которого в 1917 году убили полицейские на этом самом мосту.

## Соседние мосты через Яузу
- выше по течению реки — Тессинский мост
- ниже по течению реки — Малый Устьинский мост